# Mount Cromwell
Mount Cromwell är ett berg i Kanada.   Det ligger i provinsen Alberta, i den centrala delen av landet, 3 100 km väster om huvudstaden Ottawa. Toppen på Mount Cromwell är 3 330 meter över havet, eller 332 meter över den omgivande terrängen. Bredden vid basen är 2,5 km.
Terrängen runt Mount Cromwell är huvudsakligen bergig.Trakten runt Mount Cromwell är nära nog obefolkad, med mindre än två invånare per kvadratkilometer.. Det finns inga samhällen i närheten. 
Trakten runt Mount Cromwell består i huvudsak av gräsmarker.